# Josef Groz
P. Josef Groz, CSsR (14. února 1927 Rájec nad Svitavou – 9. června 2004) římskokatolický kněz, řeholník – redemptorista, provinciál redemptoristů 1996–1999.

## Život
Narodil se v Rájci nad Svitavou, jeho rodiče se poté přestěhovali do Brna. Od mládí ministroval v (tehdy redemptoristy spravovaném) kostele sv. Michala v Brně. Do této kongregace také vstoupil, když na gymnáziu dokončil sextu. Svá řádová studia vykonával v Obořišti ve středních Čechách, kde tehdy fungoval redemptoristický studentát.

### Po roce 1950
Rok 1950 byl pro řeholní společenství katastrofální, neb se uskutečnila Akce K čili násilné zabírání klášterů a internace řeholníků. Josef Groz, tehdy ještě řeholní bratr a nikoliv kněz, byl internován v jednom ze zřízených "internačních klášterů" – na Hoře Matky Boží u Králík.
Z Králík byl o pár měsíců povolán k výkonu vojenské služby. Jeho místem působení se stalo slovenské Komárno. Ani na vojně však dlouho nepobyl, onemocněl a byl propuštěn. Po propuštění z vojny žil v Brně u rodičů.
Velkou zálibou Josefa Groze bylo fotografování a filmování. Jelikož se mu nedostávalo lidí ochotných v jeho filmových pracích hrát, začal se věnovat filmu animovanému, s čímž mu pomáhal P. Břetislav Vaněk, jeho kamarád od dětství a řeholní spolubratr - redemptorista. Ten byl již v té době knězem i Josefu Grozovi se nabízela možnost tajného svěcení. Ten tuto možnost ale odmítal.

### Zatčení
V roce 1961 byl on a P. Vaněk zatčeni a ve vykonstruovaném procesu byli i odsouzeni. V roce 1962 se dočkali propuštění. Na rehabilitaci ale čekali až do roku 1969.

### Kněžské svěcení a kněžské působení
Josef Groz začal v roce 1968 studovat na jediné státem povolené bohoslovecké fakultě v Litoměřicích a o rok později jej brněnský biskup Mons. Karel Skoupý vysvětil na kněze. První Mši svatou (primici) slavil P. Josef Groz v Brně – Židenicích.
Byl ustanoven kaplanem farnosti Lomnice u Tišnova, později působil jako farář v Tasovicích u Znojma (v místě, které je spjato s redemptoristy – narodil se zde sv. Klement Maria Hofbauer). V Tasovicích jej také zastihla změna režimu v roce 1989.

### Provinciálem redemptoristů v ČR
V první polovici 90. let zastával službu magistra noviců v redemptoristickém noviciátě, který vznikl právě v Tasovicích. V roce 1996 byl zvolen provinciálem a jako takový se stěhoval do sídla provincialátu, kterým je poutní místo Svatá Hora u Příbrami. Službu provinciála vykonával až do roku 1999.

### Závěr života
Po odchodu ze služby provinciála ještě krátce působil na Svaté Hoře a následně ve Frýdku, odkud přešel na Horu Matky Boží u Králík, kde byl kdysi internován, aby byl superiorem (představeným) tamní redemptoristické komunity.
Na Hoře Matky Boží působil jako superior do roku 2004, kdy v březnu onoho roku vážně onemocněl. Vrátil se na Svatou Horu a 9. června 2004 zemřel v příbramské nemocnici. Pohřben byl v Tasovicích u Znojma.